# Primera guerra de Taranaki
La primera guerra de Taranaki fue un conflicto armado sobre la propiedad de la tierra y la soberanía que tuvo lugar entre  maoríes y el Gobierno de Nueva Zelanda en el distrito de  Taranaki en la Isla Norte de Nueva Zelanda a partir de marzo de 1860 y marzo de 1861.
La guerra fue librada por más de 3500 soldados imperiales traídos desde Australia, así como voluntarios y milicianos, contra las fuerzas de maoríes que fluctuaron entre unos pocos cientos y unos 1500. Las pérdidas totales entre imperiales, voluntarios y tropas de la milicia se estima que fueron 238, mientras que las bajas ascendieron a cerca de 200 maoríes, aunque la proporción de víctimas fue mayor entre los maoríes. Wirimu Kingi, quien dirigió a los guerreros maoríes de Taranaki, hizo un movimiento que estaba a favor de regalar las tierras en disputa con el rey maorí en el momento en que las fuerzas locales maoríes se vieron forzados a la guerra por los soldados británicos. Terminó con un cese al fuego, con ninguna de las partes aceptando explícitamente los términos de paz de la otra. Aunque hubo reclamos por parte de los británicos que habían ganado la guerra, hubo opiniones muy extendidas en su momento de que habían sufrido un resultado desfavorable y humillante. Los historiadores también están divididos sobre el resultado. El historiador  James Belich ha afirmado que los maoríes habían logrado impedir que estos impusieran su soberanía sobre ellos y, por lo tanto, habían salido victoriosos. Pero dijo que la victoria de los maoríes había creado un vacío, dando lugar a la invasión de Waikato
En su informe de 1996 al Gobierno sobre las reivindicaciones de tierras en Taranaki, el Tribunal de Waitangi observó que la guerra fue iniciada por el Gobierno, que había sido el agresor e incurrido en la ilegalidad en sus acciones con el lanzamiento de un ataque de sus fuerzas armadas. Una opinión solicitada por el tribunal de un abogado senior de la Constitución declaró que el gobernador Thomas Gore Browne y algunos oficiales eran responsables de cargos civiles y penales por sus acciones. El término "primera guerra de Taranaki" es cuestionado por algunos historiadores, que solo se refieren a ella como guerra de Taranaki, rechazando sugerencias de que después del año 1861 el conflicto de una  segunda guerra. La Comisión Real de Tierras Confiscadas se refirió también, en 1927, a las hostilidades entre 1864 y 1866 como una continuación de la primera guerra de Taranaki.

## Antecedentes

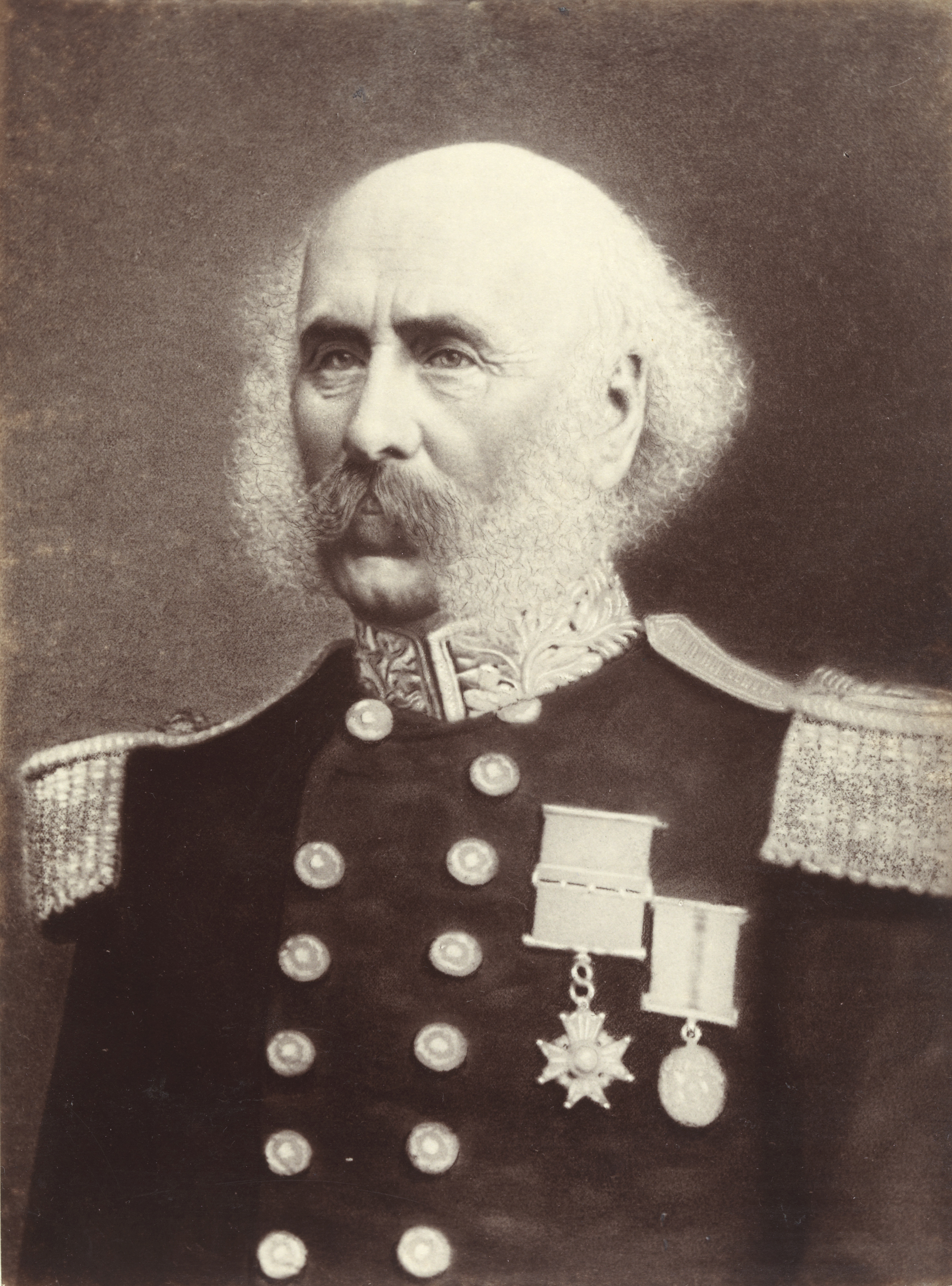
Governor Thomas Gore Browne.

El catalizador de la guerra fue la disputa por la venta de 600 acres (2,4 km²) de tierras conocida como bloque de Pekapeka en  Waitara. Pokikake Te Teira, un jefe menor de la sociedad iwi de Te Atiawa que vendió la tierra a los  británicos, a pesar de un veto por el jefe supremo de la tribu, Wiremu Kingi y de un "convenio solemne" de los maoríes locales para no venderlas. El Gobernador Thomas Gore Browne aceptó la compra con pleno conocimiento de las circunstancias y trató de ocupar la tierra, anticipándose a que diera lugar a un conflicto armado. Un año antes Thomas Gore Browne había escrito a la Oficina Colonial en Inglaterra, aconsejando: "Tengo, sin embargo, poco temor de que William King (Kingi) se atreva a recurrir a la violencia para mantener el derecho asumido, pero he hecho todos los preparativos para hacer cumplir la obediencia en caso de que se tome la libertad de llevarlo a cabo."
Aunque la presión para la venta del bloque de Pekapeka era resultado de la saciedad de los colonos por las tierras en Taranaki, el mayor problema impulsor del conflicto fue el deseo del Gobierno de imponer la administración, la ley y la civilización británica a los maoríes como una demostración sustantiva de su soberanía que los británicos creyeron haber conseguido con la firma del Tratado de Waitangi en 1840. El escrito fue traducido a toda prisa a los  maoríes, sin embargo, había dado a los jefes maoríes un punto de vista opuesto al de los ingleses, ya que estos habían logrado solo una soberanía nominal, o "gobernación" del país en su conjunto, mientras que los maoríes retenían el "cacicazgo" de sus tierras, pueblos y tesoros.

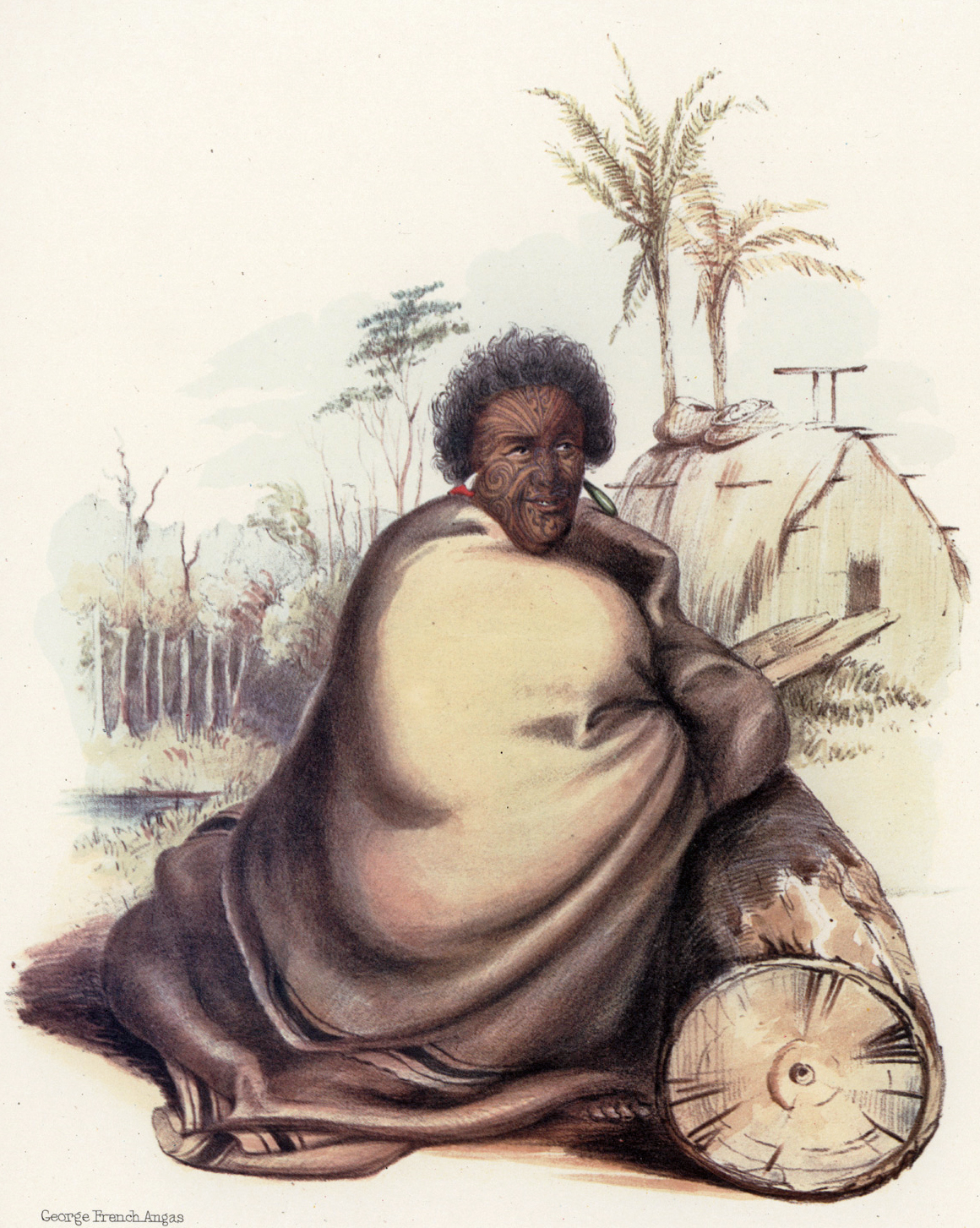
Potatau Te Wherowhero, primer rey maorí.

En 1860 se reconoció, tácitamente, que el derecho británico se impuso en los asentamientos y costumbres de los maoríes en otros lugares, aunque los británicos, que por entonces superaban en número a los maoríes, fueron encontrando cada vez más molesto este hecho. Un comentarista observó, con referencia a Waitara: "Parece que se acerca rápidamente un acuerdo sobre este asunto, como si Su Majestad la Feria o Su Oscura Majestad reinará en Nueva Zelanda." Los británicos estaban convencidos de que su sistema representaba lo mejor de lo que la civilización podía ofrecer y vio por lo tanto su deber y su derecho imponerlos a otros pueblos.
Sin embargo, en los 20 años transcurridos desde la firma del Tratado, los maoríes habían hecho significativos avances políticos. Habían pasado de ser una colección de tribus independientes a ser una confederación eficaz. Esto se llamó el Movimiento Rey Maorí y se centró en gran medida en la región de Waikato, pero que tenía influencia sobre grandes zonas de la Isla Norte. Uno de los principios que unieronn el Movimiento de los Reyes fue su oposición a la venta de tierras maoríes y la simultánea difusión de la soberanía británica.
Al comienzo las fuerzas militares y navales en la guerra de Nueva Zelanda eran pequeñas, después de la retirada del 58.º Regimiento Británico en 1858, dejando un regimiento en Nueva Zelanda. Nueva Zelanda y los gobiernos australianos estaban al tanto de un aumento de las fuerzas francesas en Nueva Caledonia tras el escándalo ocurrido en Europa. El gobierno de Nueva Zelanda determinó que no debía haber ninguna excusa para la intromisión francesa en Nueva Zelanda y estaba dispuesto a aumentar el número de tropas británicas como garantía contra cualquier amenaza externa. En 1859 solo había 1000 soldados en Nueva Zelanda con solo 192 en Nueva Plymouth, la ciudad más cercana a las tierras en disputa en Waitara. Fueron cimentados con 360 en febrero de 1860 y en julio se elevaron a 1700, de los cuales solo 1100 eran soldados profesionales.

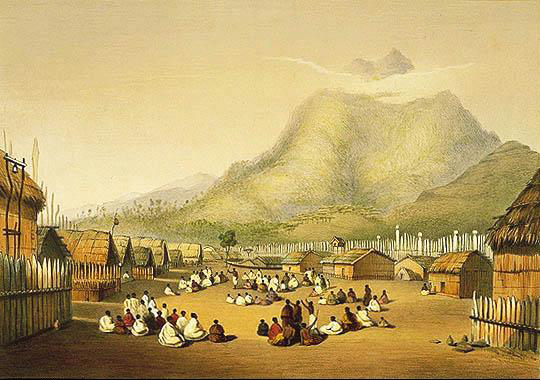
1846: el pā de Te Wherowhero, primer Rey maoríe, en la base del Monte Taupiri en Waikato.

Debido a que Nueva Plymouth estaba amenazada muchas de las tropas fueron utilizadas para protegerse contra un ataque por sorpresa y solo 331 soldados fueron utilizados en el primer ataque concertado el 27 de junio en contra de un asentamieno  pa maorí. Las fuerzas atacantes se dividieron en tres grupos. Este ataque dio lugar a una derrota completa con fuertes pérdidas de 30 muertos o desaparecidos y 32 heridos. A raíz de este desastre varios despachos fueron enviados a Australia, que dieron lugar a un rápido aumento de tropas. En agosto de 1860 había 2320 soldados en Taranaki, de los cuales 860 eran de las milicias locales o voluntarios. Debido a la naturaleza de la amenaza las fuerzas se dividieron para proteger a los colonos repartidos en "bloques", es decir en Waitara 467, en Bell Block 165, en Omata 49, en Waireka 246 y en Nueva Plymouth 1403. Sin embargo los efectivos eran inferiores a estos, por ejemplo, las fuerzas de las milicias -en el papel 425- solo contaban con 100 soldados en activo. Una de las principales preocupaciones para el gobierno eran los 1700 mujeres y niños de Nueva Plymouth. En el lado positivo muchos maoríes ayudaron activamente a los colonos. También los misioneros en Waikato mantuvieron una correspondencia regular con el gobierno sobre el estado de ánimo y las intenciones de los Kingites en Waikato. De esta manera el gobierno se puso al corriente con un apoyo cada vez mayor en forma de materiales (municiones, pólvora, mantas) y alimentos (patatas que se plantaban en las posiciones de retaguardia en el interior del país). Las familias de los colonos abandonaron sus fincas que llevaron a una escasez de alimentos, pero esto fue compensado por las plantaciones cercanas a los asentamientos vigilados y patrullados por las tropas. Se creó un Cuerpo de Jardinería Maorí para limpiar la tierra de los agricultores. Uno de los problemas en curso, frente a los colonos y soldados por igual, era la expuesta costa de Taranaki, sin un puerto protegido. Las mercancías solo podían ser descargados en Nueva Plymouth con buen tiempo, lo que significaba que los barcos descargaban la mercancía en parte, ya que a menudo tenían que estar en el mar durante una semana o más hasta que el clima se estableciera para retornar. Durante una tormenta el barco George Henderson naufragó. El 9 de octubre de 1860 la fuerza de campo disponible para las operaciones activas en Nueva Plymouth era de 837 hombres, además de 150 maoríes leales que lucharon bajo el liderazgo del señor Parris, el Secretario Nativo asistente.

## Batalla en Te Kohia
El 22 de febrero de 1860, Thomas Gore Browne declaró la ley marcial en Taranaki y dos días más tarde ejecutaba una escritura de compraventa por el disputado bloque de Pekapeka en Waitara, con 20 signatarios maoríes de la familia Te Teira aceptados como representantes de todos los propietarios de las tierras.
El 4 de marzo ordenó al coronel Charles Emilius Gold, al mando de la  65.º Regimiento, la milicia de Taranaki y los Voluntarios Taranaki del Rifle, ocuparon el bloque de tierra en disputa en Waitara en preparación de una inspección. Cuatrocientos hombres desembarcaron en Waitara al día siguiente, para fortalecer una posición y la inspección de las tierras comenzó el 13 de marzo sin resistencia.
En la noche del 15 de marzo, sin embargo, Kingi y cerca de 80 hombres construyeron en forma de L un asentamiento pā, o punto fuerte de defensa, en Te Kohia, en el extremo suroeste del bloque, dominando el acceso por carretera. Al día siguiente arrancaron los marcadores de los límites de inspectores y cuando se les ordenó al día siguiente, 17 de marzo, rendirse, se negaron. Las tropas de Charles Emilius Gold abrieron fuego y las guerras de Taranaki dieron comienzo.
Las tropas de Charles Emilius Gold, por entonces con un número de casi 500, vertieron el fuego pesado durante todo el día desde tan cerca como 50 metros, disparando 200 balas en dos rondas con obúses de 24 libras (10,886 kilos), así como pequeñas armas de fuego. A pesar de la potencia de fuego los maoríes no sufrieron bajas y abandonaron el pā durante la noche. Aunque era pequeña - de unos 650 metros cuadrados - El  pā había sido situado de modo que era difícil de rodear por completo y también habían construido trincheras cubiertas y 10 búnkeres anti artillería, techados con madera y tierra, que protegían la guarnición. El objetivo británico en Waitara era el de conseguir una rápida y decisiva victoria que podría destruir las principales fuerzas guerreras enemigas, el control, paralizar la independencia de los maoríes y la afirmación de la soberanía británica. Esa misión fracasó y el choque en Te Kohia terminó como poco más que una pequeña escaramuza con un resultado que decepcionó a los colonos ingleses.
Sin embargo, también para los maoríes, la participación tuvo una importancia simbólica. Superados en número y armamento, Wiremu Kingi necesitaba atraer aliados de varios lugares, pero por la  tikanga maorí, (protocolo, tradición, ética...), las ayudas no se ofrecerían a un agresor. Te Kohia Pā se construyó apresuradamente y abandonada con la misma rapidez y parece que fue construida para un solo propósito: ofrecer una clara evidencia de los "agravios" del Gobernador. El agresor había sido identificado y los demás fueron entonces libres para lanzar represalias en virtud de las leyes utu.
En pocos días grupos de guerra maoríes empezaron a saquear las granjas del sur de Nueva Plymouth, matando a seis colonos que no se habían refugiado en la ciudad. Ante el temor de que un ataque a Nueva Plymouth era inminente los británicos se retiraron de Waitara y se concentraron alrededor de la ciudad.

## La Batalla de Waireka
La acción militar en Waitara dio el resultado que Wiremu Kingi había estado esperando y dentro de los 10 días de la batalla de Te Kohia unos 500 guerreros iwi de Taranaki, Ngāti Ruanui y Ngā Rauru  se reunieron en el área de Nueva Plymouth para proporcionar apoyo. Los guerreros construyeron una empalizada y se atrincheraron en el pā llamado Kaipopo, en una de las colinas de Waireka, a unos ocho km al suroeste de Nueva Plymouth y a cuatro km de Omata se encontraba la empalizada en el camino a la ciudad. El área fue sembrada de algunas casas construidas por los colonos europeos, y el 27 de marzo, cinco colonos, entre ellos dos niños, fueron asesinados con tomahawk en el distrito de Omata.
Las tensiones en Nueva Plymouth subieron rápidamente y muchos colonos abandonaron sus granjas huyendo hacia la seguridad de la ciudad. Entre los que permanecieron en la zona Omata figuraban el reverendo Henry Brown, el reverendo Thomas Gilbert y varios otros que eran de Francia o de Portugal. Estos se sentían seguros: los dos ministros religiosos fueron tratados por los maoríes como tapu, (intocables), mientras que los otros estaban seguros ya que el agravio a los maoríes partía solo de los británicos.

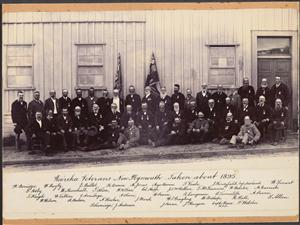
Veteranos de Waireka, Nueva Plymouth, alrededor del año 1895; W. Berridge, W. Bayly, E. Bullot, H. Brown, M. Jonas, Mayor Brown, T. Veale, J. Honeyfield, Capitán Newland, W Smart, G. Hoby, W Marshall, T. Allen, W.H. Freel, Coronel Stapp, J.S. McKellar, T. McGuiness, W. Webster, M. Barrick, G. Haigh, W. Jatton, E. Armitage, H. Oliver, W. Pearn, R. Langman, G. Tunnicliffe, A Pearn, W. Wilson, R. Baker, N. Hooker, J. Ward, W.J. Grayling, B. Bishop, H. Hall, J. Allen, L. Loveridge, J ANdrews, J. Pearn, J. Kenyon, Capitán Mace N.Z.C, F Webster.

Aproximadamente a la 13:00 del 28 de marzo una fuerza británica de unos 335 hombres - 28 de la Armada, 88 del  65º Regimiento británico, 103 miembros de los recién formados Voluntarios de Taranaki Rifle y 56 a partir de una milicia local – partió en dos columnas para "rescatar" a los que se habían quedado atrás. Sería la primera ocasión en que un Cuerpo de Voluntarios británicos se formase involucrado con el enemigo en el campo de batalla.
El capitán  Charles Brown, al mando de los colonos, ordenó marchar por la costa hasta llegar a la retaguardia de las posiciones maoríes en Waireka. Los Regulares, en virtud del teniente coronel G.F. Murray, marcharon por la carretera principal hacia Omata, con la intención de desplazar a un grupo guerra reportado en Whalers Gate, al norte de Omata. Una vez que el camino estuviera libre estaba previsto que se unirían a los voluntarios y la milicia, que habían "rescatado" a los colonos, antes de partir de regreso a Nueva Plymouth. Sin embargo, debido al mayor estado de temor en Nueva Plymouth, Murray había dado la orden de regresar a sus tropas a la ciudad antes del anochecer. Los voluntarios estaban armados con fusiles avancarga  Enfield y la milicia con viejas escopetas de ánima lisa de la década de 1840, cada hombre servido con tan solo 30 rondas de municiones.
G.F. Murray no encontró ninguna resistencia en Whalers Gate, pero cuando se acercaban a Waireka oyó el sonido de rápidos disparos hacia la costa. Atrincheró a sus hombres y abrieron fuego contra Kaipopo Pā con proyectil de cañón. Los disparos se escuchó Murray se intercambiaban entre unos 200 guerreros maoríes que, armados principalmente con escopetas y rifles, algunos de doble cañón, estaban disparando desde la cubierta de arbustos y lino en la quebrada del río, y voluntarios de la milicia que se habían retirado a la seguridad de la casa del colono John Jury.

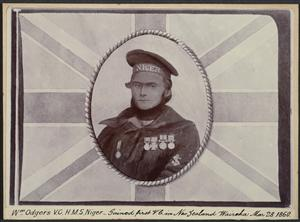
William Odgers, galardonado con la Cruz Victoria por su valor

Cerca de las 17:30 horas G.F. Murray hizo sonar la corneta para una retirada, la retirada de sus Regulares marchar de regreso a Nueva Plymouth para poder llegar antes del anochecer. Su retirada dejó la fuerza de los colonos, que ya habían sufrido dos muertos y ocho heridos, aislados en la casa de campo con poca munición que más tarde, durante la noche, llevando a las víctimas entre los prados hasta la empalizada de Omata, llegando aproximadamente a las 12:30 horas, antes de regresar a Nueva Plymouth.
Por su parte el Capitán Peter Cracroft, Comandante del HMS Níger, había desembarcado 60 bluejackets (marineros) en Nueva Plymouth y marcharon via de Omata a Waireka, encontrándose con Murray mientras se preparaba para la retirada. Las tropas de Peter Cracroft dispararon 24 balas de 24 libras (10,886 kilos) contra el Pā desde una distancia de unos 700 metros y la asaltó en la oscuridad, derribando tres banderas maoríes. El primer hombre en el pā fue el marinero William Odgers, que sería galardonado con la Cruz Victoria por su valor -otorgado por primera vez en las guerras de Nueva Zelanda. Cracroft's men then returned to New Plymouth, without making contact with the settler force, who were still at the Jury farmhouse.
Peter Cracroft fue elogiado como un héroe por su misión, con reclamación del número de muertos maoríes por sus tropas que van desde 70 a 150. Las pérdidas totales de europeos fueron de 14, entre muertos y heridos. El historiador James Belich afirma que el asentamiento Pā era más bien un campamento pero completamente vacío y que el total de víctimas de los maoríes no ascendió a más de una. Describe la "leyenda" de Waireka como un ejemplo clásico de la construcción de una victoria sobre el papel, con reclamaciones inventadas de "enormes" pérdidas y de una gran victoria británica.
Los colonos, aparentemente, pasaron por alto en la pelea, viendo la acción desde sus casas y al día siguiente haciendo su propio camino hacia Nueva Plymouth, donde el reverendo Gilbert dijo: "No era un deseo nuestro que una expedición armada se pusiera en pie en nuestro nombre. Estábamos perfectamente seguros."
G.F. Murray fue condenado ampliamente por sus acciones en la retirada de sus tropas y un tribunal de investigación fue convocado por su conducta.

## La Batalla de Puketakauere
El 20 de abril de 1860 Thomas Gore Browne ordenó la suspensión de las hostilidades contra los maoríes de Taranaki, por temor a la intervención del Movimiento Rey y un posible ataque a Auckland. Sabía que carecía de los recursos para defender Auckland si las tropas se dedicaban a Taranaki. Tanto Wiremu Kingi como el Gobierno hicieron repetidas gestiones diplomáticas ante el rey Pōtatau Te Wherowhero en busca de su lealtad, pero a principios de mayo Pōtatau parecía haber decidido ofrecer. al menos, un apoyo simbólico a los maoríes de Taranaki, con el envío de un grupo de guerra Kingite bajo el control del jefe de guerra Epiha Tokohihi. Kingi aprovechó la oportunidad para provocar una confrontación con el gobierno imperial para demostrar la viabilidad de la resistencia y conseguir un mayor apoyo Kingite.

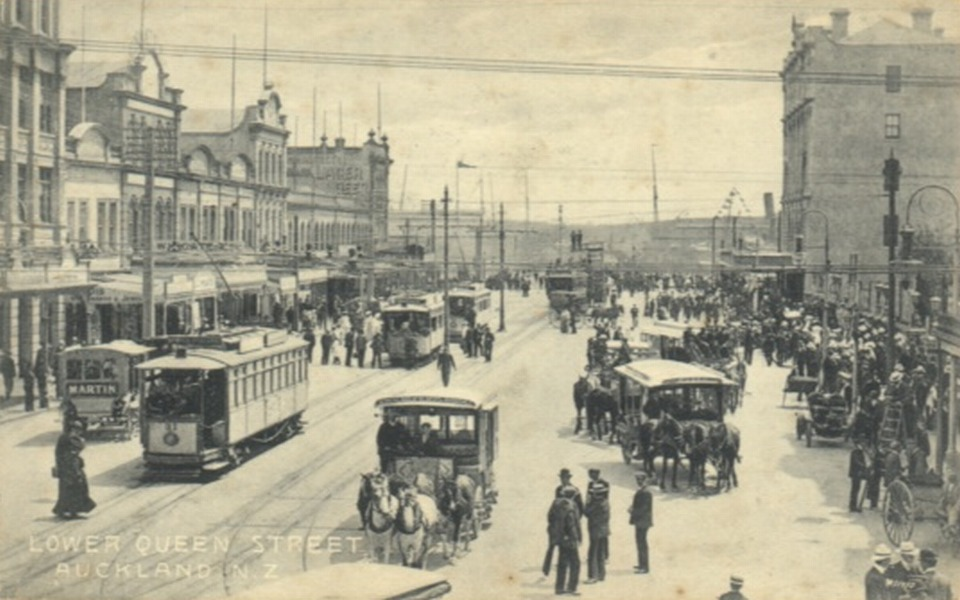
Auckland; La histórica calle Lower Queen Street, 1919. Tranvías, coches y 'taxis' tirados por caballos son visibles.

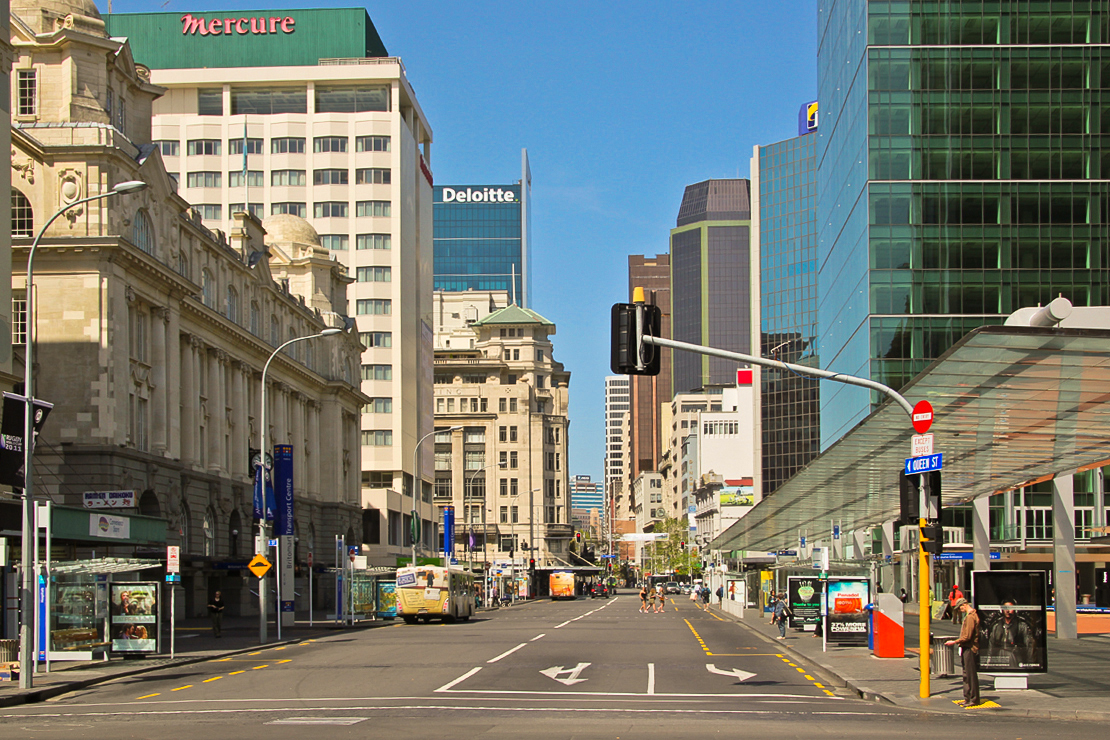
Queen Street en la actualidad, mirando hacia el centro de Auckland, desde el frente del Centro de la Terminal del Ferry.

A principios de junio, Atiawa jefe de guerra Hapurona inició la construcción de una empalizada pā, Onukukaitara, junto a un antiguo y al parecer despoblado y sin fortificar, pā conocido como Puketakauere. Los dos pā estaban localizados en un par de bajas colinas a 800 metros al sureste de Te Kohia y a 1,6 km al sur de la guarnición conocida como Campo Waitara (sitio de la moderna ciudad de Waitara), que se había establecido para proteger el levantamiento de Waitara. El pā planteaba una amenaza militar a la guarniciónde Waitara y fue visto como una provocación extrema.
El 23 de junio una partida de reconocimiento británico se acercó al pā, en lo que pudo haber sido un intento de cebo de los maoríes, que abrieron fuego contra ellos. El coronel Charles Emilius Gold autorizó de inmediato un ataque. Antes del amanecer del 27 de junio el comandante británico en Waitara, el Mayor Thomas Nelson, salió con 350 soldados experimentados y dos obuses de 24 libras (10,886 kilos) para asaltar el pā, que estaba defendido por unos 200 Atiawa.
La intención de las tropas era la de rodear las dos colinas, cortando el camino de retirada de los maoríes, antes de destruir el pā de Onukukaitara, por encima de la empalizada cubierta de lino de la que flameaba una bandera. Las tropas se dividieron en tres divisiones para la marcha. Thomas Nelson dirigió el cuerpo principal de casi 180 hombres y los dos obuses en una aproximación desde el norte, con la intención de bombardear la empalizada desde el suroeste. Una segunda división de 125 hombres, al mando del capitán William Messenger, se le enconmendó la tarea más difícil de acercarse a la zona en medio de la oscuridad oscuridad, a través de un barranco pantanoso y de altos helechos y matorrales hacia el este; la toma de posesión de Puketakauere aparentemente desierta, bloqueando el camino de los posibles refuerzos y el apoyo de los esfuerzos de Nelson contra el blanco principal. Su tarea se hizo más difícil por la pesada lluvia a mediados del invierno que había profundizado el pantano. La división restante, alrededor de 60 hombres al mando del capitán Bowdler, iba a tomar posición sobre un montículo entre el pā y Waitara Camp, con el bloqueo de una vía de escape hacia el norte.
Cerca de las 7 de la mañana los obuses de Thomas Nelson empezaron a golpear a su objetivo, pero solo creó una pequeña brecha en la fortaleza. Sus hombres se acercaron al pā a través de campo abierto, pero cayeron bajo el fuego pesado de los maoríes ocultos a unos pocos metros de distancia en profundas zanjas de distribución natural en un reducido barranco. El ataque fue descrito por algunos sobrevivientes como "más tórrido que cualquier otra de las grandes batallas de la India o en el ataque a los Redan en Crimea".

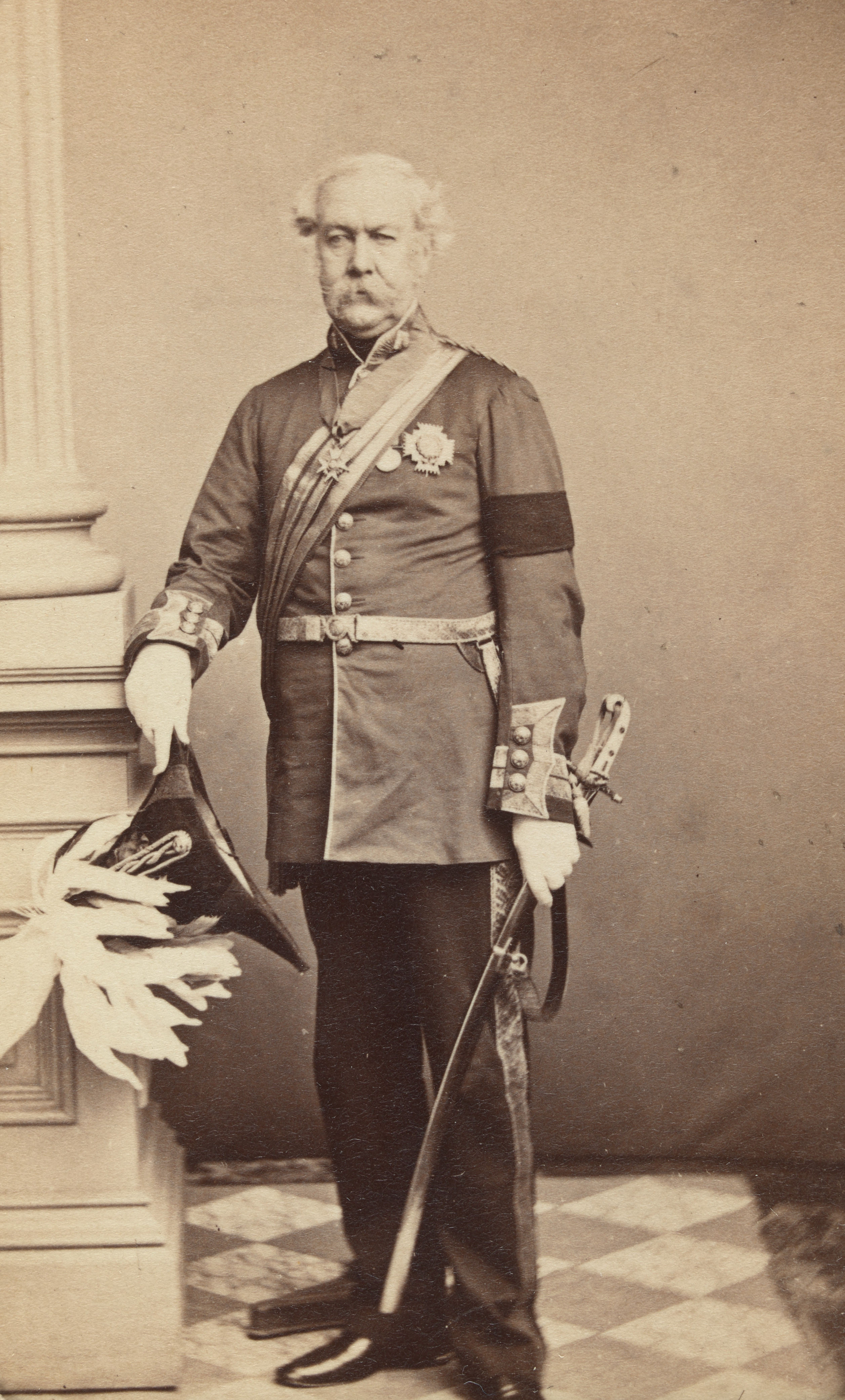
Thomas Simson Pratt

A medida que fueron cayendo bajo el fuego, la división de William Messenger se encontraba en la meta de otros maoríes que les tendieron una emboscada en las zanjas de las laderas circundantes cubiertas de helechos. La división de William Messenger cayó en desorden y se dividió en grupos. Muchas tropas cayeron bajo los tomahawk en el pantano o se ahogaron mientras huían hacia el inundado río de Waitara. La mayoría de los heridos fueron abandonados y muchos de ellos fueron asesinadas a machetazos. Un grupo de sobrevivientes de William Messenger logró reunirse con Thomas Nelson, quien dio la voz de retirada, mientras que otros permanecieron escondidos en el pantano y helechos regresando al campamento más tarde.
Puketakauere fue a la vez la batalla más importante y más desastrosos de la primera guerra Taranaki para los británicos, que sufrieron las pérdidas de 32 muertos y 34 heridos, casi uno de cada cinco de las fuerzas que participaron. A pesar de las reclamaciones en el momento del enemigo era de que los británicos que murieron eran entre 130 y 150, las bajas maoríes se estiman en solo cinco, entre ellos dos jefes Maniapoto.
El coronel Charles Emilius Gold fue objeto de fuertes críticas por la derrota. Se le acusó de cobardía y estupidez y se hizo un intento de persuadir al oficial de la milicia de alto nivel para arrestarlo. Fue reemplazado posteriormente por el General Thomas Simson Pratt.

La verdadera razón de la victoria de los maoríes, sin embargo, fue una combinación de tácticas y técnicas de ingeniería. Hapurona había atraído a los británicos a luchar en un lugar de su elección y usando después tácticas individuales de engaño y ocultación. Él creó un falso blanco para la artillería británica con la fortificación de Onukukaitara que, a pesar de su empalizada y del pabellón cubierto con lino, era esencialmente un pā vacío. Las defensas maoríes se concentraron en cambio en el viejo pā, al parecer, no fortificado, donde las trincheras profundas ocultaban a los guerreros bien armados hasta que los británicos estaban casi a quemarropa. Cuando los ingleses se dividieron en dos grupos en las dos colinas, Hapurona también fue capaz de cambiar de guerreros en cada foco de la acción, lo que obligó a los británicos a luchar contra ellos dos batallas, mientras que los maoríes lucharon solo una.
A raíz de la pérdida desmoralizante, la parte central de Nueva Plymouth se afianzó y la mayoría de las mujeres y los niños fueron evacuados a  Nelson, por miedo a que la ciudad fuese atacada. La guarnición fue reforzada con cerca de 250 soldados del 40.º Regimiento, enviado desde Auckland, así como artillería adicional.

## Nuevos enfrentamientos
Desde agosto hasta octubre de 1860, hubo numerosas escaramuzas cerca de Nueva Plymouth, una de ellos el 20 de agosto con la participación de unos 200 maoríes, a solo 800 metros del cuartel de Marsland Hill. Las granjas de muchos colonos de muchos fueron quemadas y el pueblo de Henui, a 1,6 km de la ciudad, también fue destruido. Varios agricultores y colonos, incluidos niños, fueron asesinados por maoríes hostiles como se aventuraron más allá de las trincheras de la ciudad, incluyendo a John Hurford (con tomahawk en Mahoetahi el 3 de agosto), Joseph Sarten (de un disparo y con tomahawk, Henui, 4 de diciembre), el capitán William Cutfield King (de un tiro, estado de Woodleigh, 8 de febrero de 1861) y Edward Messenger (de un tiro, Brooklands, 3 de marzo). There were frequent skirmishes around Omata and Waireka, where extensive trenches and rifle pits were dug on the Waireka hills to threaten a British redoubt on the site of the Kaipopo pā.

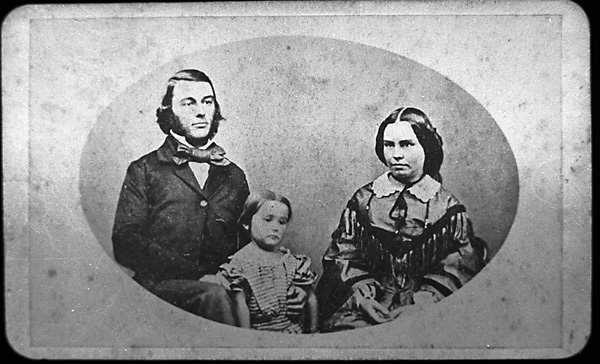
William Cutfield King junto a su mujer e hija

Las fuerzas británicas en Taranaki aumentaron a alrededor de 2000 en julio, con la intensificación de los esfuerzos británicos para aplastar la resistencia. El Gobernador Thomas Gore Browne estaba especialmente preocupado de que un levantamiento general se produjese mientras que el grueso de las tropas en el país se concentraban en Taranaki y apeló a Gran Bretaña y Australia solicitando más refuerzos. El Mayor Thomas Nelson, por su parte, destruyó varios pueblos Te Āti Awa incluyendo Manukorihi, Tikorangi y Ratapihipihi mientras que Thomas Simson Pratt lanzó un gran ataque con 1400 hombres cerca de Waitara el 9 de septiembre, saqueando y quemando cuatro pueblos arraigados y en octubre marchó con una fuerza de más de 1000 del hacia el río Kaihihi en Okato para llevar a cabo una operación  socavando los cimientos y con artillería pesada para destruir varios pās más. El 6 de noviembre un grupo de entre 50 y 150 Ngati Kingites Haua fueron derrotados en un ataque por sorpresa por parte de 1000 soldados en Mahoetahi.
Hubo algunos contratiempos humillantes para los británicos, sin embargo, con 1500 soldados en retirada a partir de una pequeña fuerza de los maoríes en Huirangi el 11 de septiembre y sufriendo la fuerza 500 víctimas en una emboscada durante la destrucción de un pā el 29 de septiembre.
Guerreros Kingite continuaron viajando a Taranaki Waikato, proporcionando una fuerza máxima de alrededor de 800 hombres en enero de 1861, con armas y municiones que compraron en el mercado negro de Auckland, Waiuku y Kawhia, mientras que los puestos de Taranaki en Omata, Bell Block, y Waireka Tataramakia fueron acuartelados - cada uno de los cuales rodeadro a menudo por un cordón de pās.

## Campaña de minado de Thomas Pratt Simson
En diciembre de 1860, el General Thomas Pratt Simson inició sus operaciones en contra de una importante línea de defensa maorí llamada Te Arei ("La barrera") en el lado oeste del río Waitara, cerrando el paso al histórico pā en la montaña de Pukewairangi. Las defensas principales eran Kairau y Huirangi, hábilmente diseñadas con líneas de pozos de fusil, trincheras y pasillos cubiertos. Respaldado con artillería pesada y una fuerza de 900 hombres, Thomas Pratt Simson avanzó desde Waitara el 29 de diciembre hacia el pā de Matarikoriko, entre Puketakauere y el río Waitara, con la construcción primero de un gran reducto en el viejo pā de Kairau bajo un fuerte fuego de un día de duración desde los cubiertos Bush con disparos de fusil a 150 metros. Ambas partes intercambiaron un pesado fuego durante el día siguiente, con las tropas británicas gastando 70 000 rondas de municiones de rifle y 120 balas de cañón y proyectiles sufriendo bajas de tres muertos y 20 heridos. El pā fue capturado el 31 de diciembre después de haber sido abandonada y una empalizada y fortines fueron construidos en el sitio con una guarnición de 60 efectivos.

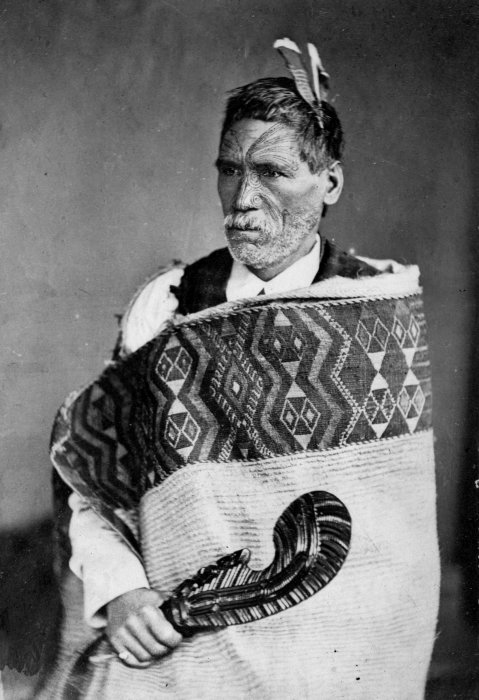
Fotografía de Rewi Manga Maniapoto, junio de 1879

Un segundo reducto, el N.º 2, fue construido en 11 horas el 14 de enero a 500 metros del anterior reducto de Kairau con una guarnición de 120 hombres con artillería. Cuatro días después, Thomas Pratt Simson y una fuerza de 1000 hombres, se trasladaron a 400 metros para construir el Reducto N.º 3, que estaría guarnecido con 300 hombres, convirtiéndose de hecho en la sede del 40.º Regimiento.
A las 3:30 de la madrugada del 23 de enero de 1861 el Reducto N.º 3 fue asaltado por una fuerza de 140 guerreros de Ngati Haua, Maniapoto Ngati, Waikato y Te Atiawa, dirigido por Rewi Maniopoto, Tokohihi Epiha y Hapurona. Los intensos combates cuerpo a cuerpo, con la participación de fusiles, bayonetas, escopetas, granadas de mano y tomahawks, tuvieron lugar sobre el parapeto de nueva construcción y en la zanja de los límites y se prolongó hasta amanecido el día, cuando los refuerzos británicos llegaron del Reducto Nº 1. Las pérdidas británicas en la lucha fueron cinco muertos y 11 heridos. Las pérdidas de los maoríes se estimaron en 50.

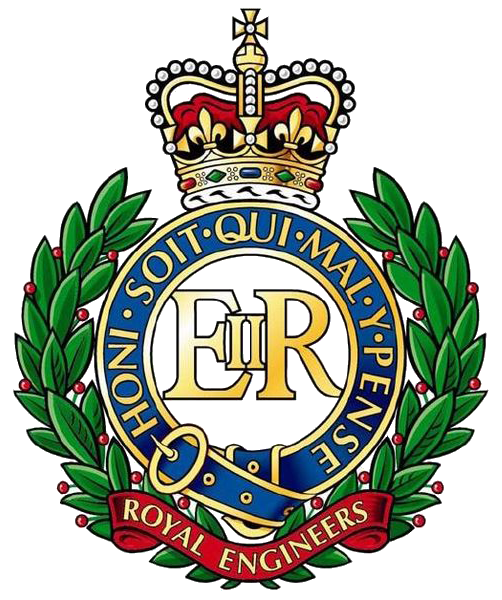
Divisa del Cuerpo Real de Ingenieros.

Desde el 22 de enero, el día antes del ataque al Reducto N.º 3, Thomas Pratt Simson empezó a emplear el Cuerpo Real de Ingenieros para aplicar sistemáticamente la técnica del minando para avanzar hacia Te Arei. Las excavaciones de noche y día bajo el fuego eran frecuentes, con los zapadores de Thomas Pratt Simson prolongando las excavaciones durante 768 yardas (700 metros) cruzando los pozos de fusileroa del Huirangi, lo que provocó que los maoríes abandonaran el pā y recurririendo al de Pukerangiora. A pesar de las críticas generalizadas por su lentitud y precaución, Thomas Pratt Simson siguió adelante hacia el Te Arei, creando el más extenso campo de obras de ingeniería jamás llevado a cabo por las tropas británicas en Nueva Zelanda.
Cinco reductos más fueron construidas mientras los zapadores continuaron hasta el borde del acantilado sobre el río Waitara, pero cesaron tras la intervención del jefe Kingite Wiremu Tamehana, quien ayudó a negociar una tregua. Un alto el fuego se llevó a cabo formalmente el 18 de marzo del año 1861, terminando la primera fase de la guerra de Taranaki. Por sus acciones del 18 de marzo el Sargento John Lucas recibió la Cruz de la Victoria.
A principios de 1861, la opinión de los colonos se dividió uniformemente sobre la postura de Thomas Gore Browne en contra de los maoríes y la imparcialidad de la compra de Waitara y muchos creyeron que los británicos tenían pocas esperanzas de que pudieran cansar al enemigo con nuevas campañas militares. Incluso Thomas Pratt Simson expresó las dudas de que la guerra pudiera ser ganada. El distrito también había sufrido grandes pérdidas económicas con toda la emigración parada y la destrucción de tres cuartas partes de las casas rurales en Omata, Bell Block, Tataraimaka y los asentamientos cercanos a la ciudad.